# فيغارد بيرغ يوهانسن
فيغارد بيرغ يوهانسن (بالنرويجية البوكمول: Vegard Berg Johansen)‏ هو لاعب كرة قدم نرويجي، ولد في 15 يوليو 1973. لعب مع ترومسو إيدريتسلاغ.